# Hiizu Miyake

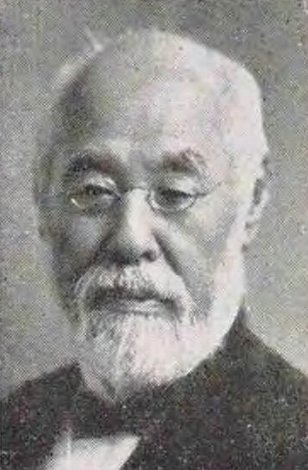
Hiizu Miyake

Hiizu Miyake (jap. 三宅秀 Miyake Hiizu; ur. 17 listopada 1848 w Sakura, zm. 1938) – japoński lekarz patolog, profesor na Uniwersytecie Tokijskim i dziekan Szkoły Medycznej przy tym uniwersytecie. Tytuł doktora nauk medycznych otrzymał w 1888 r. Miał sześcioro dzieci; jego synem był Koichi Miyake, a zięciem Kinnosuke Miura.